# Grand Prix Austrii na żużlu
Grand Prix Austrii w sporcie żużlowym to zawody z cyklu żużlowego Grand Prix.
Zawody o Wielką Nagrodę Austrii odbyły się tylko raz - w premierowym sezonie Grand Prix - w 1995, jako druga eliminacja cyklu. Wielką nagrodę zgarnął Amerykanin Billy Hamill.
W kolejnym roku zamiast rundy w Austrii odbyło się Grand Prix Włoch, które z kolei po roku zastąpiono Grand Prix Czech.

## Podium
| Sezon | Nr tur.      | Miejsce         | Stadion           |              |                  |              |
| 1995  | 1 (2) wyniki | Wiener Neustadt | OAMTC Zweigverein | Billy Hamill | Tony Rickardsson | Hans Nielsen |

- Zwycięzcy

1x - Billy Hamill
- Finaliści

1x - Billy Hamill, Tony Rickardsson, Hans Nielsen, Mark Loram